# Louis Delahaye
Louis Johannes Delahaye (Beek (Limburg), 1966) is een Nederlands sporttrainer die verbonden is geweest aan Rabo-liv, Belkin en Team LottoNL-Jumbo/2015. Hij begeleidde veertien jaar lang wielrenners  in hun trainingsopbouw.
Hij was ook trainer van Annemiek van Vleuten (12 jaar) en Marianne Vos.
Delahaye studeerde bewegingswetenschappen aan de Universiteit Maastricht en was naast zijn werk als wielrentrainer ook actief in de triatlon, onder andere als bondscoach van Nederland (1995-2000) en Duitsland (2001-2006). Vanaf september 2014 tot 2022 was hij headcoach bij de Nederlandse Triathlon Bond.
Sinds augustus 2023 trainer van marathonloper Abdi Nageeye. Sinds het najaar van 2023 ook trainer van Nienke Brinkman.